# Hypsiboas polytaenius
Hypsiboas polytaenius là một loài ếch thuộc họ Nhái bén.
Đây là loài đặc hữu của Brasil.
Môi trường sống tự nhiên của chúng là rừng ẩm vùng đất thấp nhiệt đới hoặc cận nhiệt đới, vùng núi ẩm nhiệt đới hoặc cận nhiệt đới, sông ngòi, sông có nước theo mùa, đầm nước ngọt, đầm nước ngọt có nước theo mùa, đất canh tác, vùng đồng cỏ, các đồn điền, vườn nông thôn, các vùng đô thị, rừng trước đây suy thoái nghiêm trọng, ao, đất có tưới tiêu, và kênh đào và mương rãnh.

## Hình ảnh

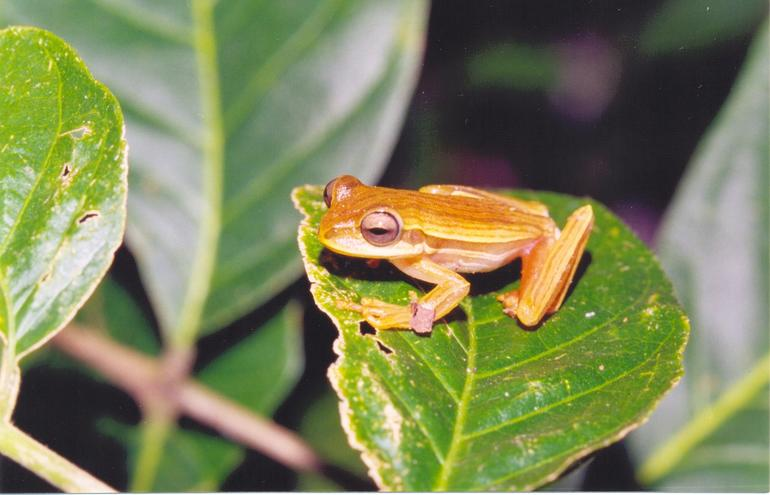
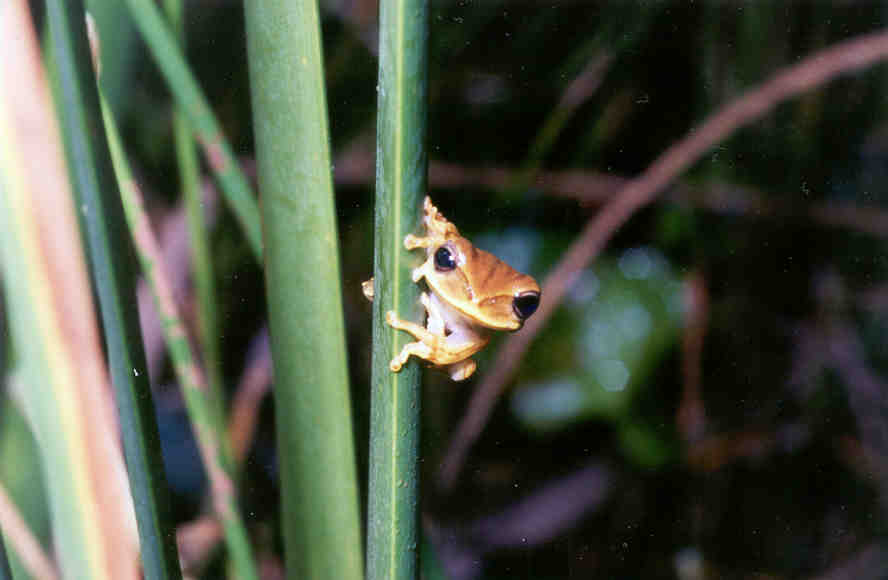